# عيد باخوس
عيد باخوس أو الخَمريّة هو مهرجان روماني كان يُقام تكريماً لباخوس إله الخمر.
Bacchanalia - الخَمريّة: مهرجان على شرف باخوس بمائل احتفال اليونيسيا عند اليونان القديمة. ابتدأ بشعائر دينية تقوم بها الباخيات (اتباع باخوس من الإناث - المترجم)، على مراحل في مدار السنة. تطورت الشعائر المعربدة إلى احتفالات ماجنة سكيرة، وقد قام بإلغائه مجلس الشيوخ الروماني في 189 قبل الميلاد.

## الباخوسيون
Bacchanates أو Bacchanals - الباخوسيون
كهنة باخوس أو كاهناته أو أتباعه.
المعربدون الذين يعبدون باخوس في احتفالاته ماجنة. انظر أيضا المينادات.

## باخوس
Bacchus - باخوس : رب الخمرة، متوحد مع ديونيسيوس اليوناني. أطلق عليه الرومان ((ليبر)).

## معرض صور

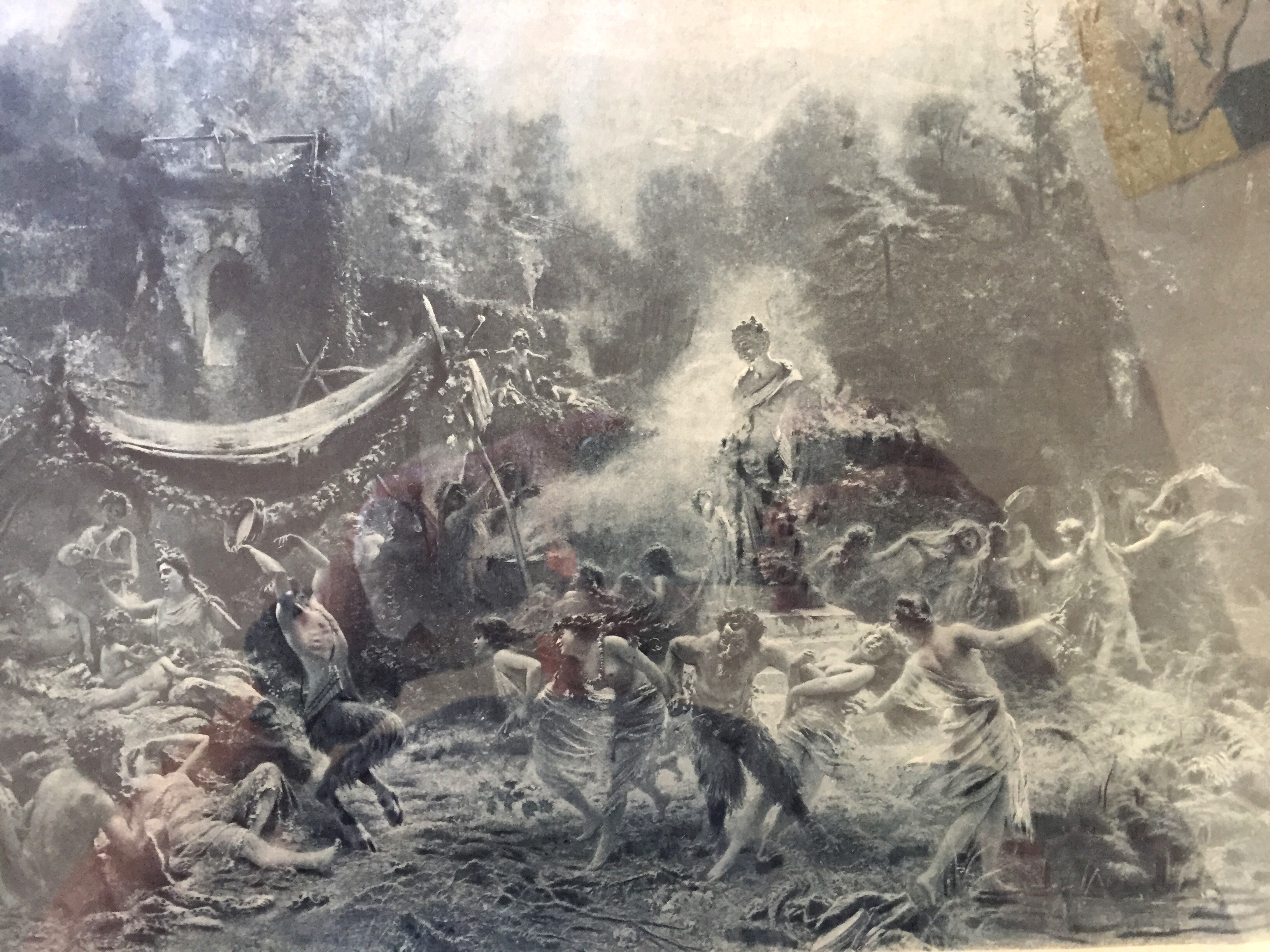
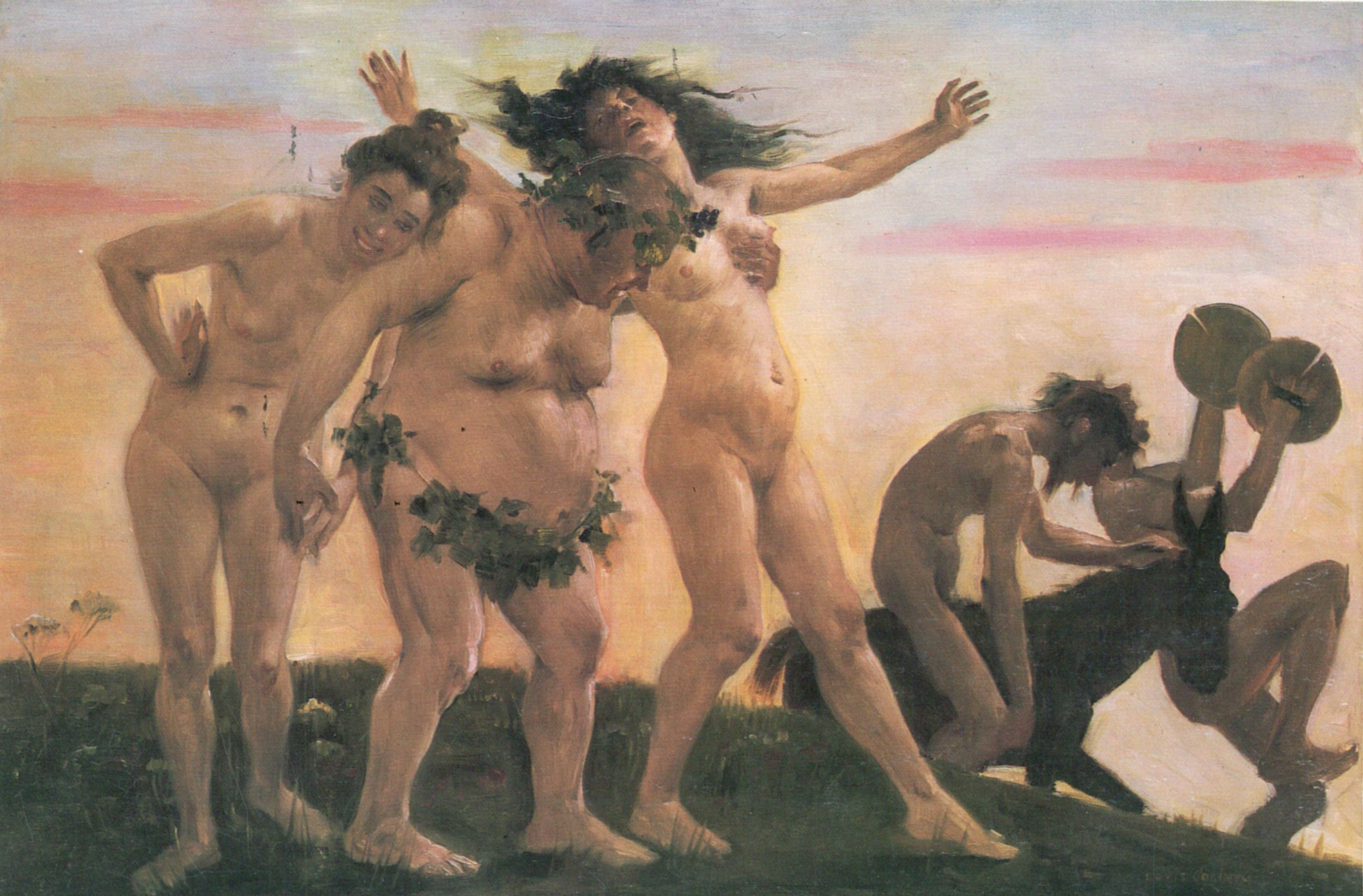
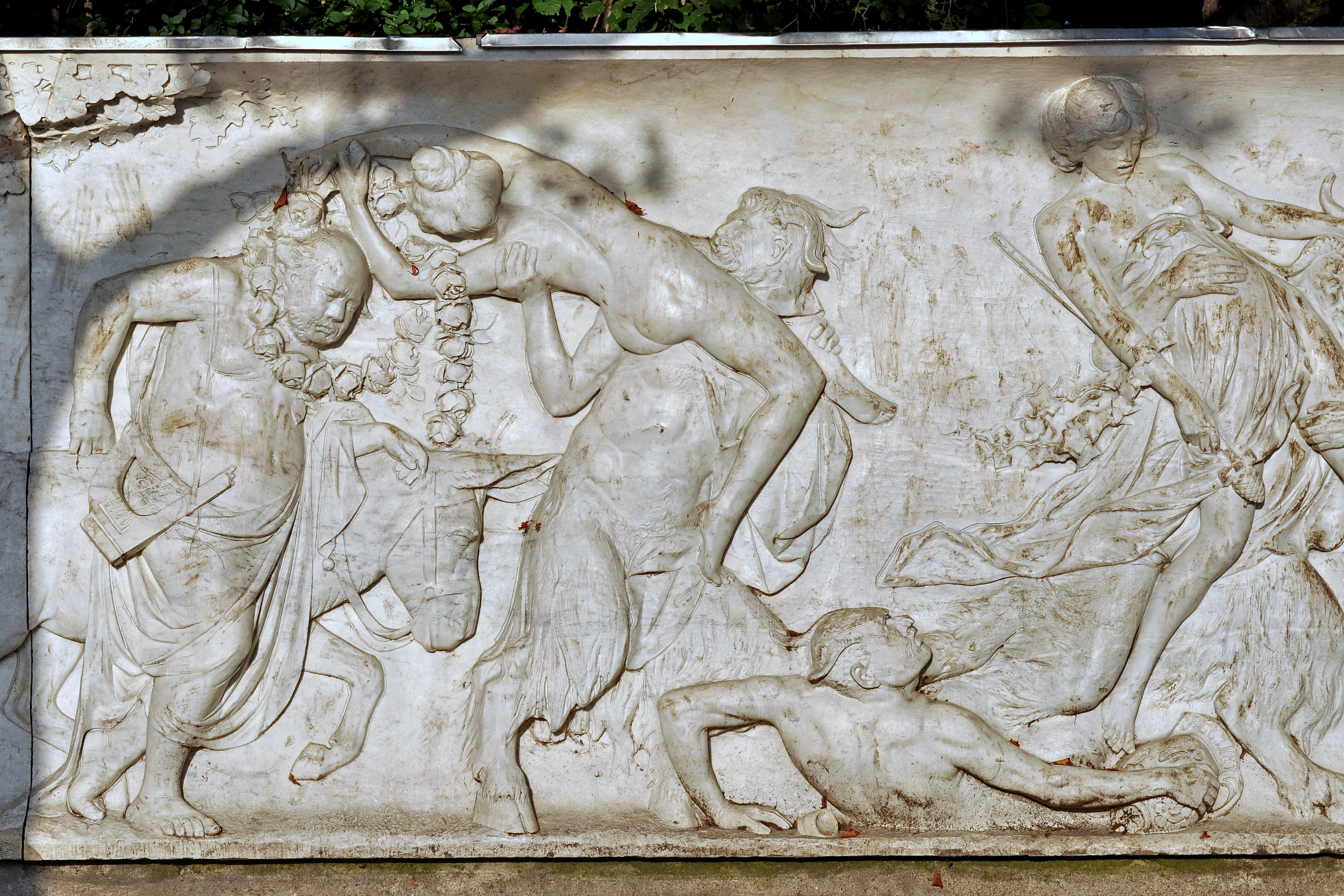
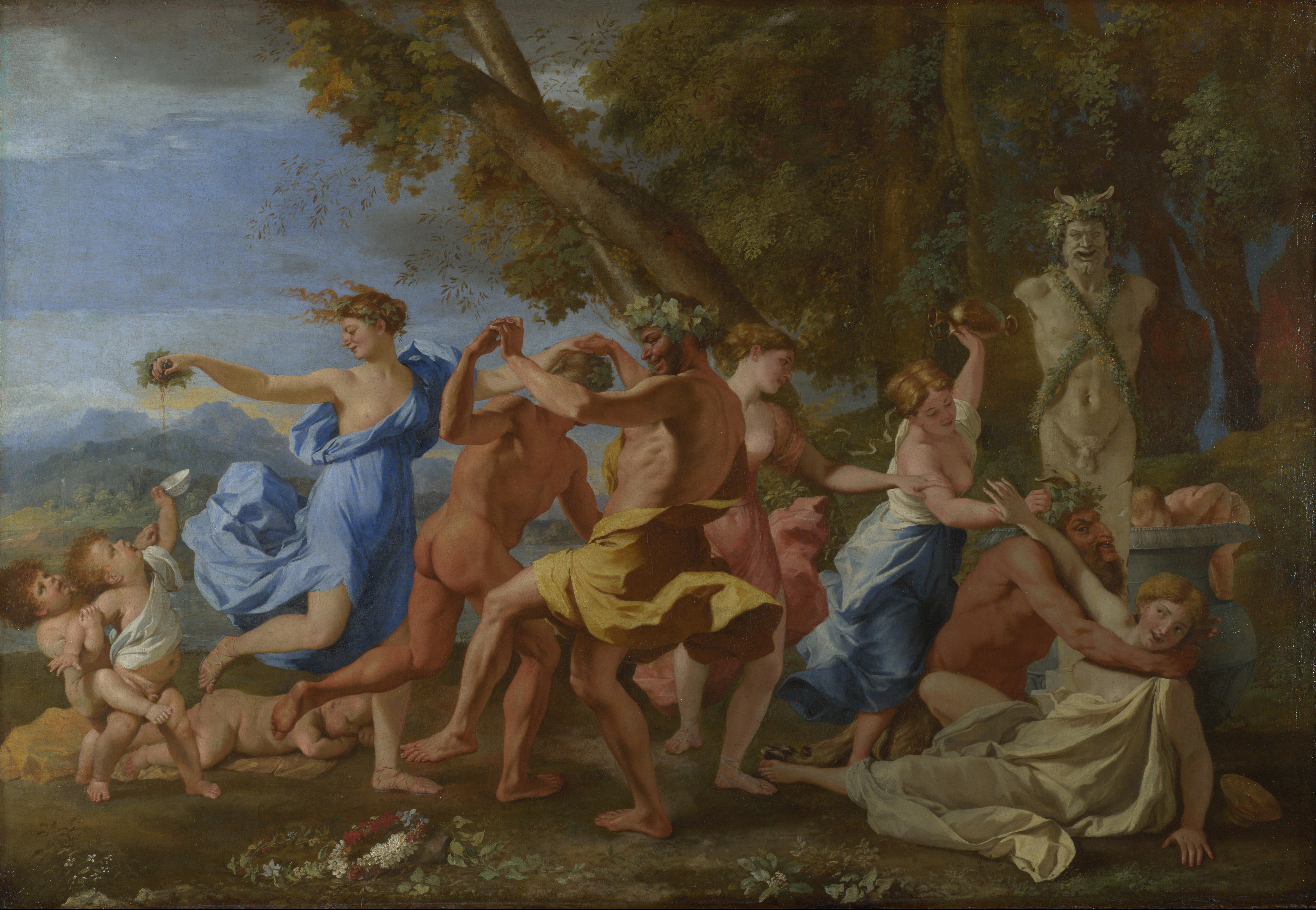